# Kateretes ornatus
Kateretes ornatus is een keversoort uit de familie bastaardglanskevers (Kateretidae). De wetenschappelijke naam van de soort werd in 1978 gepubliceerd door Jelinek.